# Le Cours

Le Cours este o comună în departamentul Morbihan, Franța. În 1 ianuarie 2022 avea o populație de 673 de locuitori.